# Scratchcratchratchatch
A Scratchcratchratchatch Kid Koala kanadai DJ első lemeze.
Eredetileg 500 darab készült belőle, majd az angol Ninja Tune kiadó kiadta kazettán.

## Számok
A oldal:
1. Start Hear
2. Emperors Crash Course In Cantonese
3. Tubanjo
4. The Prank Call
5. Dinner With Yoda
6. Statics Waltz (Lo-Fi Version)
7. Tricks N' Treats
8. Made From Björk

B oldal:
1. Made From Scratch
2. Capone's Theme Park
3. Fashion Lesson
4. Medieval Retrowax
5. Jhaptal
6. Taboo Soda
7. Almost Easy Listening
8. The Mushroom Factory
9. Thank You, Good Night, Drive Safely